# Бедрифелек Кадын-эфенди
Бедрифеле́к Кады́н-эфе́нди (тур. Bedrifelek Kadın Efendi; 4 января 1851, Анапа или Поти — 6 февраля 1930, Стамбул) — главная жена (башкадын-эфенди) османского султана Абдул-Хамида II и мать троих его детей.

## Биография

### Происхождение
По версии турецкого мемуариста Харуна Ачбы и османиста Энтони Алдерсона, Бедрифелек родилась 4 января 1851 года. Турецкий историк Недждет Сакаоглу указывает 1851 год и Поти в качестве предполагаемых даты и места рождения Бедрифелек. Ачба же пишет, что родилась она на территории Анапы в семье натухайского князя Мехмеда Карзега и его жены Фарухан-ханым, принадлежавшей к абхазскому княжескому роду Инал-Ипа.
Ачба приводит подробности происхождения Бедрифелек. Помимо неё в семье было ещё двое детей: старшая дочь Безмигюль Дильбер-ханым и младший сын Казым-бей. Бедрифелек прибыла в Стамбул вместе с черкесским караваном во время мухаджирства в 1864 году и была доставлена во дворец своей тёткой Шаесте-ханым, которая служила во дворце. Как только её мать, отец, брат и сестра прибыли в Стамбул с другим караваном, им сообщили, что Бедрифелек находится во дворце и ни в чём не нуждается. После этой новости семья Карзег приняла решение отдать во дворец и свою старшую дочь. Позднее Дильбер покинула дворец, вышла замуж и окончила свои дни в собственном особняке в Кызылтопраке. После смерти матери Бедрифелек Мехмед Карзег, вероятно уже в Стамбуле, женился на черкешенке Мелекьяр-ханым Воркож, которая была вдовой Сарайлы Мехмед-бея. В этом браке родилось ещё три дочери: Шазидиль-ханым, Неврестан-ханым (ум. 1936) и Мелекистан-ханым. Младшие сёстры также были отданы на воспитание в султанский дворец. Шазидиль и Неврестан позднее также были выданы замуж, последняя — за государственного служащего Исмаила Хаккы Эрденая. Брат Бедрифелек, Казым, много лет служил лейтенантом кавалерии шестой армии в Багдаде; ближе к концу жизни он вернулся в Стамбул, где женился на некой Дильбер-ханым и умер в своём особняке в Кызылтопраке.

### Жена султана
15 ноября 1868 года Бедрифелек стала женой будущего султана Абдул-Хамида II; Алдерсон отмечает, что эта дата, указанная в Готском альманахе, может означать как официальный брак (никах), так и получение официального титула фаворитки или рождение первого ребёнка. Сакаоглу сообщает, что турецкий драматург Нахид Сырры Орик писал о заключении никаха между Бедрифелек и султаном. Через два года она родила сына Мехмета Селима-эфенди, в 1872 году — дочь Зекие-султан, а в 1878 году — сына Ахмеда Нури-эфенди; кроме того, Сакаоглу пишет, что у Бедрифелек была ещё одна беременность, окончившаяся выкидышем.
Как пишет Ачба, светловолосая голубоглазая Бедрифелек была одной из любимых жён султана. Согласно Сакаоглу, Бедрифелек, как и большинство жён Абдул-Хамида, была красавицей-черкешенкой с белой кожей, светлыми волосами и голубыми глазами. С 1868 по 1895 год Бедрифелек носила титул второй жены (кадын-эфенди), а после смерти Назикеды Кадын-эфенди она получила титул главной жены (башкадын-эфенди) Абдул-Хамида II. Как пишет Сакаоглу, Бедрифелек была «исключительно нежной, тихой и ласковой»; других женщин и фавориток она называл «своими товарищами», несмотря на их статус. Сакаоглу, ссылаясь на историка Халука Юсуфа Шехсувароглу, пишет, что со временем султан стал реже навещать Бедрифелек и объясняет это «тем, что женщин, родивших детей, редко посещают, а также обидой Абдул-Хамида на старшего сына, Мехмеда Селима-эфенди». Сама Бедрифелек редко покидала свои покои во дворце Йылдыз. Тем не менее, когда в 1904 году скончалась приёмная мать султана Пиристу Кадын-эфенди, занимавшая пост валиде-султан, Бедрифелек взяла на себя исполнение её обязанностей.
В 1909 году в результате инцидента 31 марта рассматривался вопрос смещения Абдул-Хамида с трона и замены его сыном Бедрифелек Мехмедом Селимом-эфенди, однако, в конечном итоге, когда в апреле Абдул-Хамид был свергнут и выслан вместе с семьёй на виллу Алатини в окрестностях Салоник, на трон взошёл его единокровный брат Мехмед V. При этом во время отъезда самой Бедрифелек было нанесено оскорбление; так эти события описывает Лейла Ачба: «Когда в слезах мы сели в экипаж, мы услышали крик. Отец пошёл смотреть, а через двадцать минут вернулся и сказал: „Они забрали платок у башкадын-эфенди, бедная женщина осталась с непокрытой головой, она плакала; кто-то пришёл, посадил её в машину и увёз“. Мы очень расстроились в тот момент. Через четыре дня мы посетили госпожу во дворце её сына Селима-эфенди. Она пребывала в жалком состоянии». Из информации в архивах и по сообщениям современников становится ясно, что Бедрифелек вскоре вернулась из изгнания и поселилась в доме сына в Серенджебее. Когда в 1912 году Абдул-Хамид был перевезён во дворец Бейлербейи, Бедрифелек навестила супруга.

### Вдова султана
После смерти мужа в 1918 году Бедрифелек продолжила жить с сыном. Ачба пишет: «Те, кто лично знал Бедрифелек в её последние жизни, говорили, что она никогда не выходила из своего особняка. Поскольку этот особняк находился недалеко от дворца Йылдыз, она часто рассказывала о своей прежней жизни. Бедрифелек всегда носила белое платье и покрывала голову платком такого же цвета. Она говорила на турецком без дворцового акцента. У неё был меланхоличный вид, и когда приближённые смотрели в её глаза, они всегда были влажными».
Бедрифелек оставалась в особняке в Серенджебее и тогда, когда в 1924 году члены династии Османов, в том числе и двое её оставшихся в живых детей, были изгнаны из страны. Скончалась во дворце сына в субботу 8 февраля 1930 года и была похоронена на кладбище Яхьи-эфенди в Бешикташе. Уже после смерти Бедрифелек особняк Мехмеда Селима, использовавшийся как табачный склад, сгорел.